# گکوی سنگی ایرانی
جکوی سنگی ایرانی یا جکوی سنگلاخ بلانفرد (نام علمی: pristurus rupestris) از تیره جکو است که در مناطق نواحی بیابانی و ساحلی خشک، در صخره‌های آهکی یا ماسه سنگی، خانه‌ها، بناهای قدیمی، باغ‌ها، نخلستان‌ها و زمین‌های کشاورزی در ایران، شبه جزیره عربستان، پاکستان، اریتره و سومالی یافت می‌شود.
طول بدن جکوی سنگی حدود ۸ سانتی‌متر است. از حدود ۴۰ گونه گکوی موجود در ایران، جکوی سنگی ایرانی تنها گونه‌ای است که دارای مردمک گرد به جای مردمک بیضوی و عمودی است. آن‌ها دارای رنگ زیتونی خاکستری در پشت و نقاط خرمایی مایل به قرمز در پهلوها هستند. این جکو حشره‌خوار است.